# Фредерік Діелман
Фредерік Діелман (нім. Frederick Dielman, 25 грудня 1847 — 25 серпня 1935) — німецький та американський художник

## Біографія
У 1847 році з батьками переїхав до Сполучених Штатів Америки. Потім у 1864 році майбутній художник закінчив коледж Калверт у Нью-Віндзорі (штат Меріленд). Почав працював креслярем і топографом для Інженерного корпусу армії в Балтіморі. Після відкриття у 1872 році власної студії в Нью-Йорку він в основному робив ілюстрації для відомих авторів, як Лонгфелло, Джордж Еліот.

## Творчість
Його найвідоміша робота «Історія».

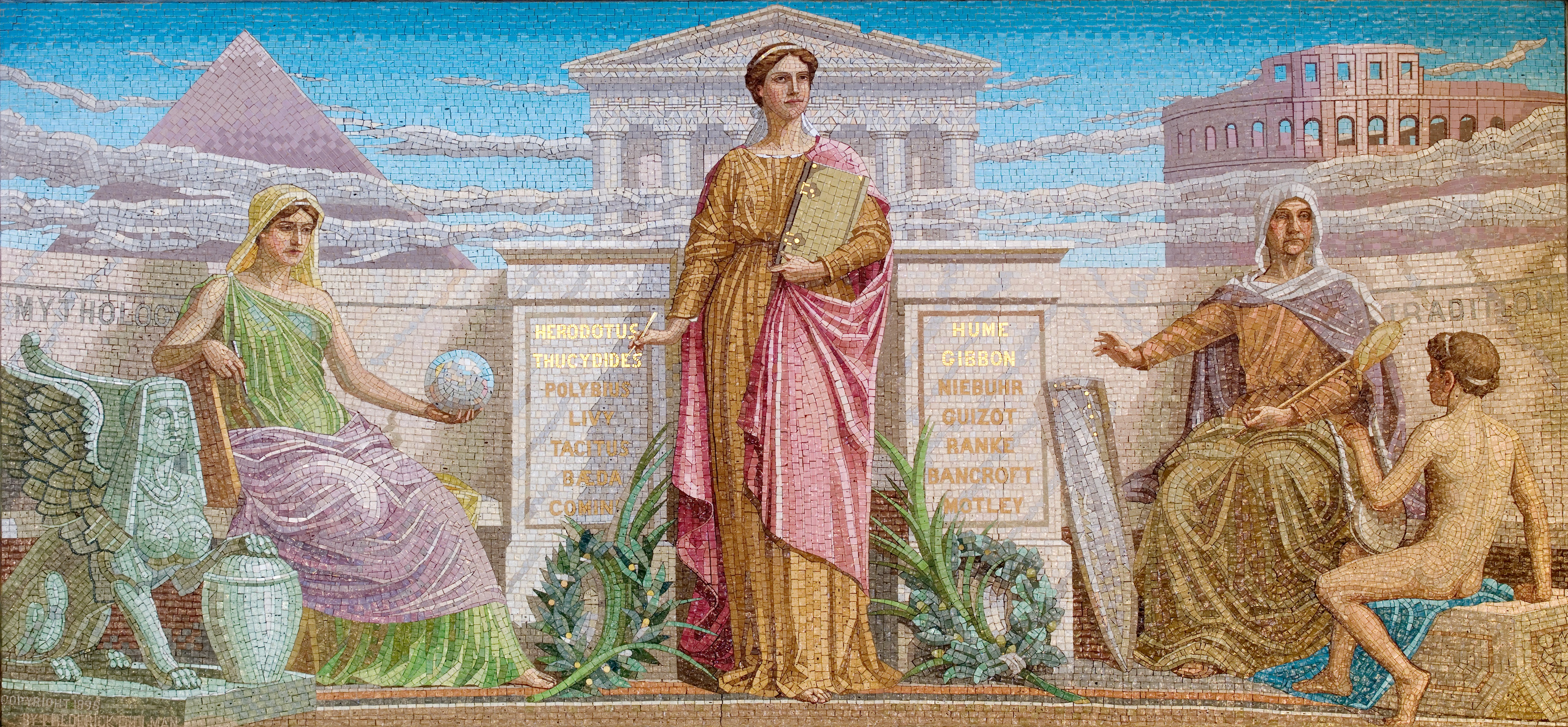
Історія, худ. Фредерік Діелман, 1896 р.

Це мозаїчне панно і розписи декорацій зроблені для Бібліотеки Конгресу (у Будівлі Томаса Джефферсона) у Вашингтоні.